# 哈夫里利夫卡 (丘胡伊夫區)
哈夫里利夫卡（烏克蘭語：Гаврилівка）是位於烏克蘭東部的村莊，由哈爾科夫州丘胡伊夫区的契卡洛夫斯凱市鎮負責管轄。該村始建於1929年，面積0.4平方公里，海拔高度154米，2001年人口289，人口密度每平方公里722.5人。